# Waalhaven (Nijmegen)

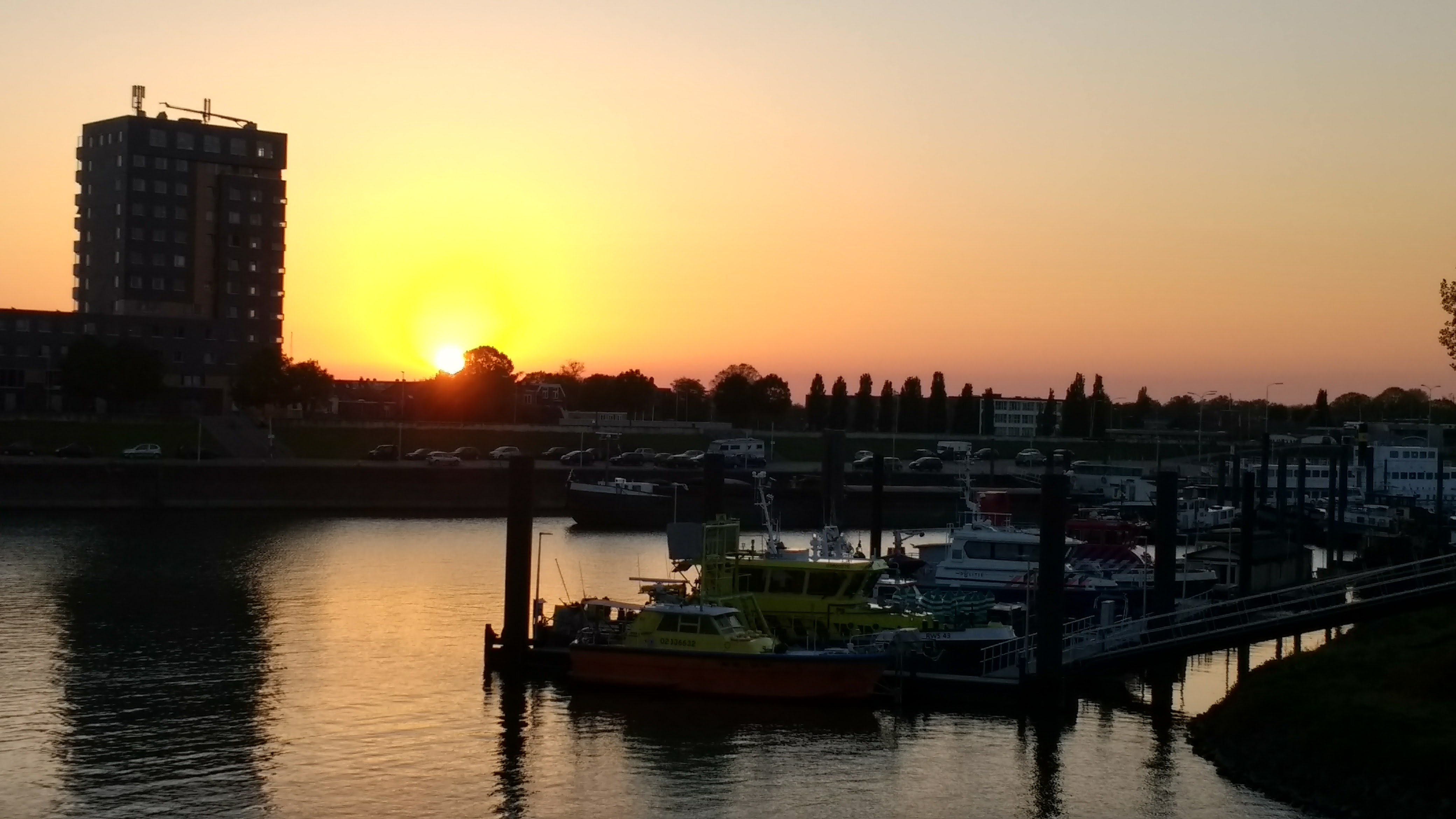
De Waalhaven in Nijmegen

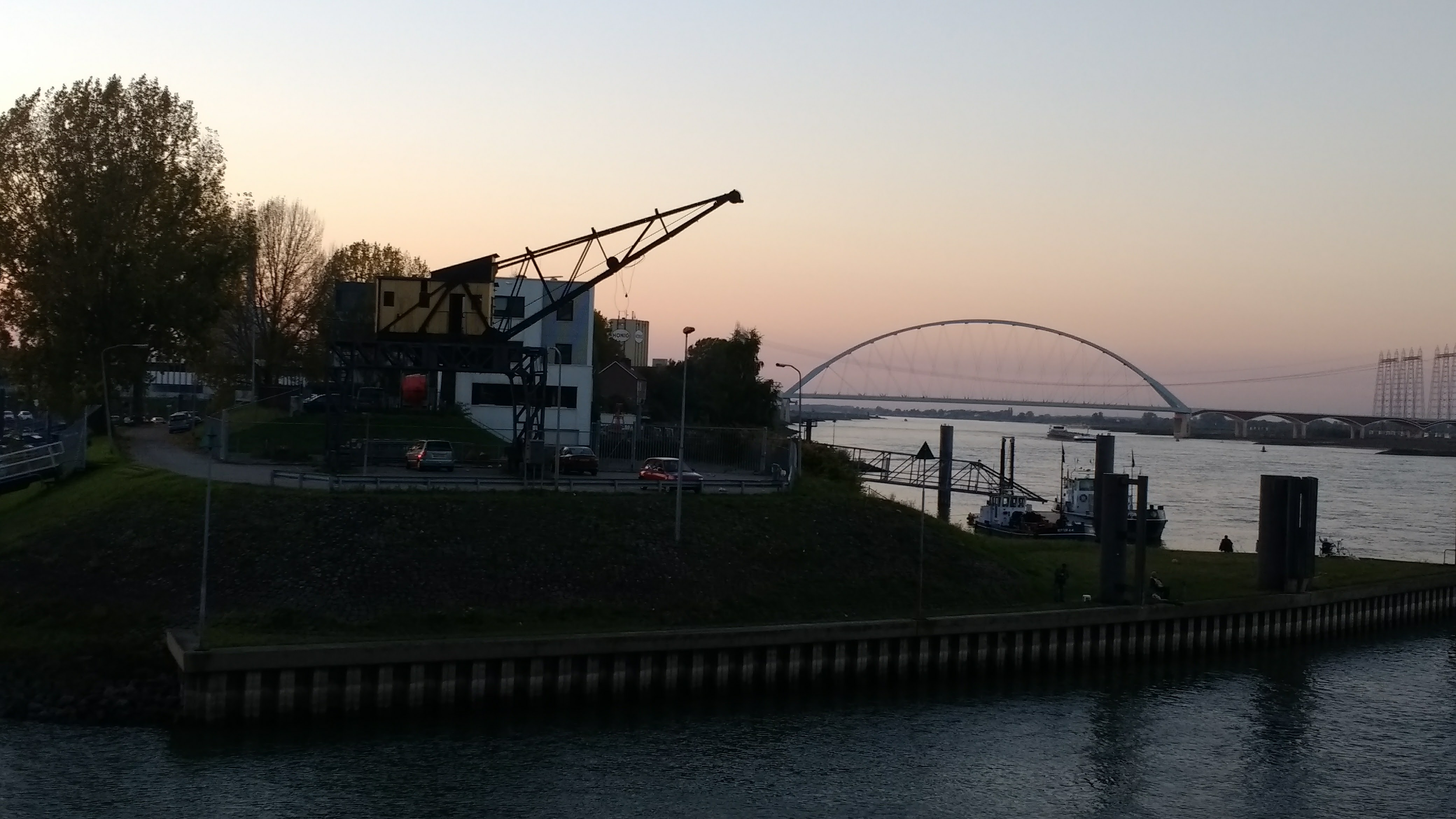
De monding van de Waalhaven in de Waal. Een oude portaalkraan op de voorgrond en de brug De Oversteek op de achtergrond

De Waalhaven, ook bekend als Nieuwe Haven, is een haven in de Nederlandse stad Nijmegen. De haven is gelegen aan de Waal, net voorbij de Nieuwe Hezelpoort en direct naast de Spoorbrug.
De haven werd in 1852 en 1853 aangelegd als vervanger van de Oude Haven, die ter hoogte van het midden van de huidige Waalkade gelegen was, en was een industriehaven. Die functie had de haven tot midden jaren '90. Sindsdien is het een vluchthaven en aanlegplaats voor de beroepsvaart. Er liggen ook enkele woonboten. In de jaren '30 werd de haven in het kader van de werkverschaffing uitgebreid in westelijke richting. In deze zelfde periode is de naam gewijzigd van Nieuwe Haven in Waalhaven.
Het beheer is in handen van de gemeentelijke havendienst. De haven is 380 meter lang en tussen de 95 en 200 meter breed. De diepte varieert tussen de 4,50 en 5,75 meter.
Rondom de haven ligt wat verouderde industrie en een slachthuis. Dit moet in het kader van het stadvernieuwingsproject Koerswest plaatsmaken voor woningen onder de naam Waalfront. Ook de drukkerij en kantoren van De Gelderlander lagen tot 2011 direct aan de Waalhaven.